# Palmarès du film canadien
Le palmarès du film canadien (Canadian Film Awards) sont des récompenses cinématographiques canadiennes décernées par la Canadian Association for Adult Education de 1949 à 1978. En 1968, une statuette en bronze est créée par le sculpteur Sorel Etrog et les récompenses sont après cette année surnommées prix Etrog. Les récompenses ne sont pas décernées en 1974 en raison du retrait des réalisateurs québécois.
En 1979, ces récompenses sont reprises par l'Académie du cinéma canadien et renommées « prix Génie ».

## Catégories de récompenses
- Meilleur film
- Meilleur long-métrage (entre 1964 et 1978)
- Meilleur réalisateur
- Meilleur acteur
- Meilleure actrice

- Prix John-Grierson : décerné de 1972 à 1978 et aux prix Génie en 1980 pour souligner une contribution exceptionnelle au cinéma canadien.
- Prix Wendy-Michener : décerné de 1969 à 1978 pour souligner une réalisation artistique exceptionnelle dans le cinéma canadien.

- Bobines d'or (depuis 1976)